# ساندرز د. بروس
ساندرز د. بروس (بالإنجليزية: Sanders D. Bruce)‏ هو كاتب أمريكي، ولد في 16 أغسطس 1825 في ليكسينغتون في الولايات المتحدة، وتوفي في 31 يناير 1902 في نيويورك في الولايات المتحدة.